# Poul Møller
Ne doit pas être confondu avec Poul Martin Møller.
Pour les articles homonymes, voir Møller.
Poul Møller, né le 13 octobre 1919 à Frederiksberg (Danemark) et mort le 5 août 1997, est un homme politique danois membre du Parti populaire conservateur (KF), ministre et député au Parlement (le Folketing).

## Biographie
Poul Møller est marié à la femme politique Lis Møller, avec qui il a eu Per Stig Møller, également homme politique.

## Ouvrages
- Mennesker og meninger, 1970
- Politik på vrangen, 1974